# Hinsdale (Massachusetts)
Hinsdale é uma vila localizada no condado de Berkshire no estado estadounidense de Massachusetts. No Censo de 2010 tinha uma população de 2.032 habitantes e uma densidade populacional de 36,16 pessoas por km².

## Geografia
Hinsdale encontra-se localizado nas coordenadas 42° 26′ 09″ N, 73° 06′ 46″ O. Segundo o Departamento do Censo dos Estados Unidos, Hinsdale tem uma superfície total de 56.2 km², da qual 53.7 km² correspondem a terra firme e (4.45%) 2.5 km² é água.

## Demografia
Segundo o censo de 2010, tinha 2.032 pessoas residindo em Hinsdale. A densidade populacional era de 36,16 hab./km². Dos 2.032 habitantes, Hinsdale estava composto pelo 97.79% brancos, o 0.39% eram afroamericanos, o 0.2% eram amerindios, o 0.34% eram asiáticos, o 0% eram insulares do Pacífico, o 0.2% eram de outras raças e o 1.08% pertenciam a duas ou mais raças. Do total da população o 0.89% eram hispanos ou latinos de qualquer raça.